# Palazzo della Deputazione di Pontevedra
Il palazzo della Deputazione di Pontevedra, a Pontevedra, in Spagna, è la sede della deputazione provinciale di questa città galiziana. Si trova tra l'Alameda di Pontevedra e il Parco delle Palme.

## Storia
Il Consiglio provinciale di Pontevedra fu costituito nel 1836, l'ultimo delle quattro province galiziane. Per decenni, ha avuto la sua sede nel convento in disuso di San Francesco, prima di stabilirsi nell'attuale Palazzo della Gran Vía di Montero Ríos. Fu negli anni '70 del XIX secolo che venne intrapreso il progetto di una nuova sede, a causa degli alti costi di manutenzione della sede del convento.
Nel 1882 Domingo Rodríguez Sesmero e suo figlio Alejandro Sesmero presentarono una proposta per il nuovo palazzo in stile classico. Tuttavia, il progetto finale sarebbe diverso: mostrerebbe l'influenza dello stile eclettico e del senso decorativo di Alejandro Rodríguez-Sesmero adottando alcuni elementi del Palazzo Municipale di Pontevedra. Nel 1883, il progetto fu approvato e il lavoro fu assegnato, sotto la direzione di Daniel Rodríguez Vaamonde, che fu sostituito da Antonio Crespo e Siro Borrajo. Nel 1884 il Consiglio provinciale di Pontevedra acquistò dal Comune di Pontevedra il terreno dove si trova l'attuale Palazzo. I lavori iniziarono il 1º marzo 1884 e continuarono fino all'8 novembre 1890.
L'edificio sarà appositamente adattato alle esigenze di distinzione, simbolismo e grandiloquenza della fine del XIX secolo.

## Descrizione
Alejandro Sesmero progettò un grande palazzo ad uso amministrativo e scelse di combinare elementi di altri periodi, tra cui l'architettura classica, rinascimentale e barocca.
Il palazzo appartiene allo stile eclettico con elementi e concetti ispirati all'architettura francese. È in pietra, ha una pianta quadrata e due piani. La facciata è organizzata simmetricamente, con un corpo centrale e altri due lati leggermente sporgenti con bugnati. Una grande scalinata conduce all'ingresso principale, che si ispira a un arco trionfale, con archi a tutto sesto, incorniciati da colonne con scanalature a capitelli ionici.
Il piano superiore ha un grande balcone con balaustra e altri tre archi a tutto sesto incorniciati da colonne corinzie anch'esse con scanalature. Queste colonne incorniciano le finestre della sala nobile. Sopra ci sono tre oeil-de-boeuf e un frontone triangolare con lo stemma della provincia di Pontevedra. Negli angoli dell'edificio, le finestre sono sormontate da frontoni semicircolari. Sono decorate con architravi con capesante.
La decorazione esterna, in delicata muratura, è inserita nelle modanature intorno alle finestre con architravi e nelle decorazioni sopra gli architravi, con volute, palmette e rocaille.
All'interno, la scala monumentale e l'illuminazione attraverso grandi lucernari sul tetto sono notevoli. Al piano terra, vi è un hall centrale su grandi pilastri sormontato da un grande abbaino e da una vetrata con lo stemma della provincia di Pontevedra. La sala plenaria è decorata con stucchi d'epoca. All'interno dell'edificio vengono utilizzati materiali innovativi per l'epoca, come il ferro negli abbaini e nella soffitta.

## Galleria d'immagini

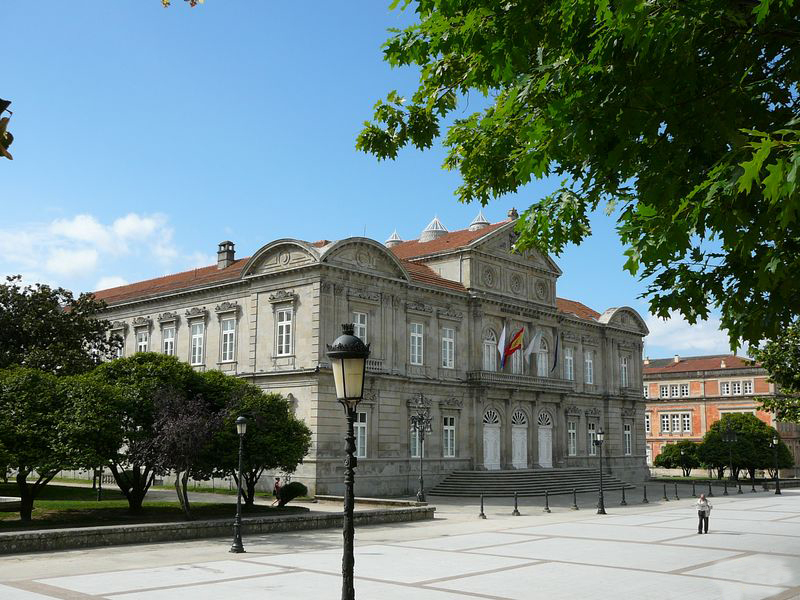
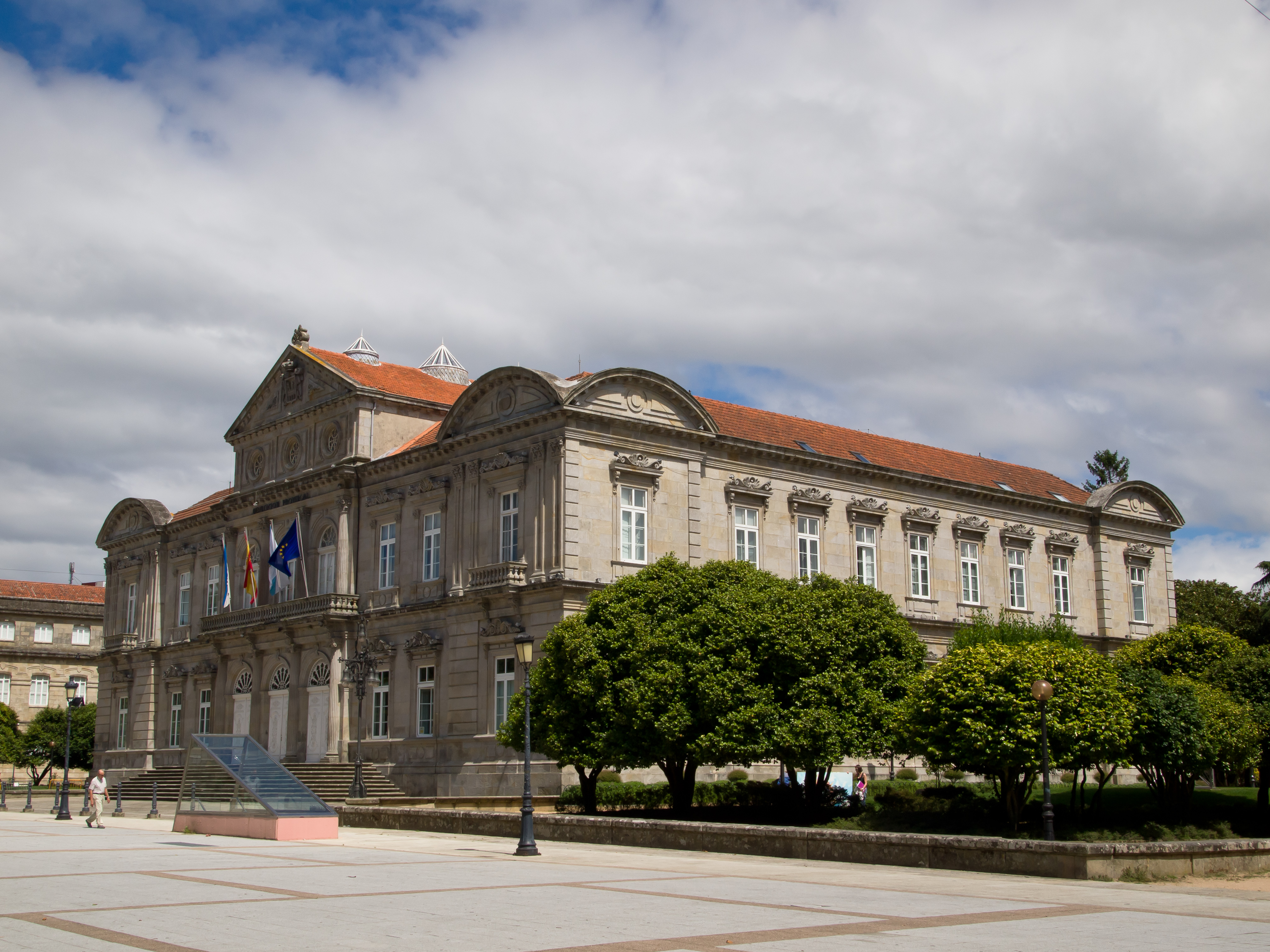
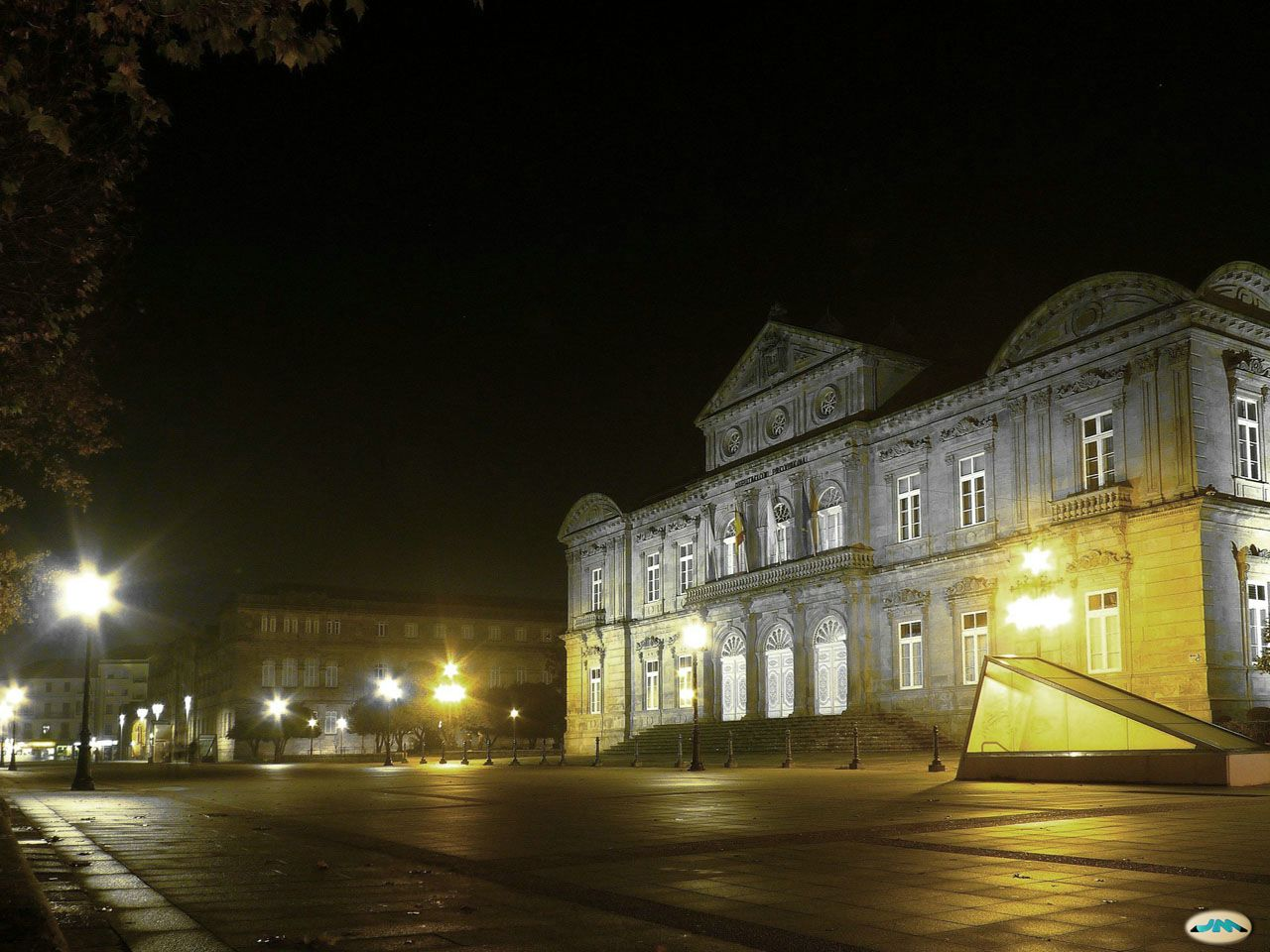
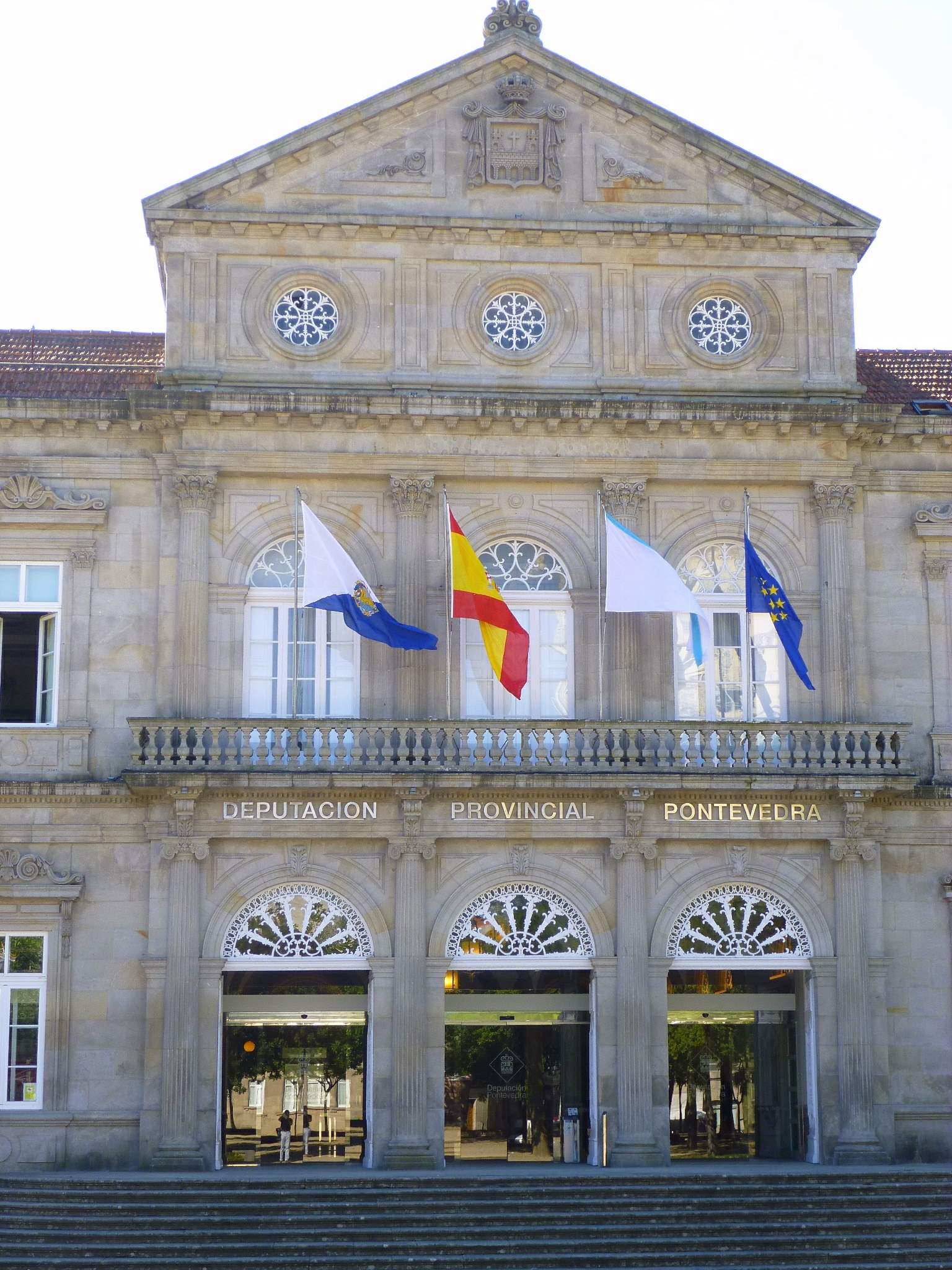
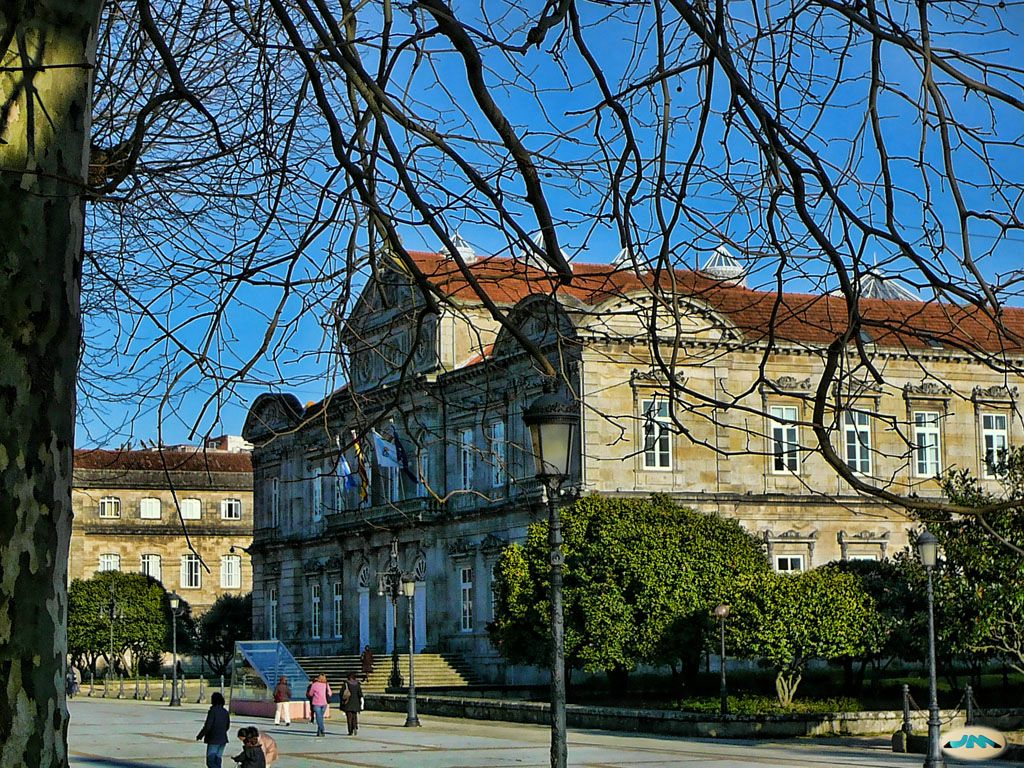
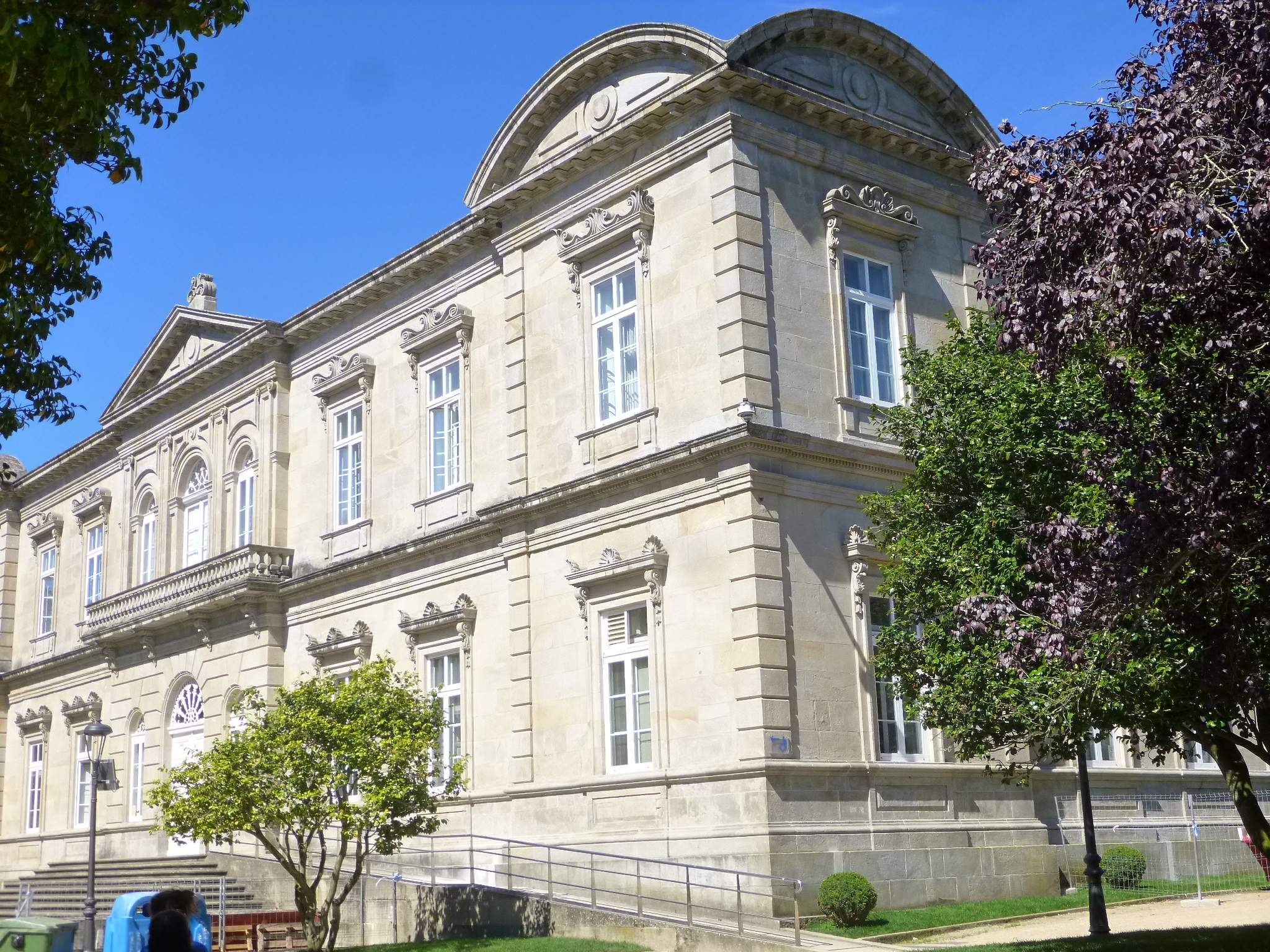
Facciata posteriore del palazzo
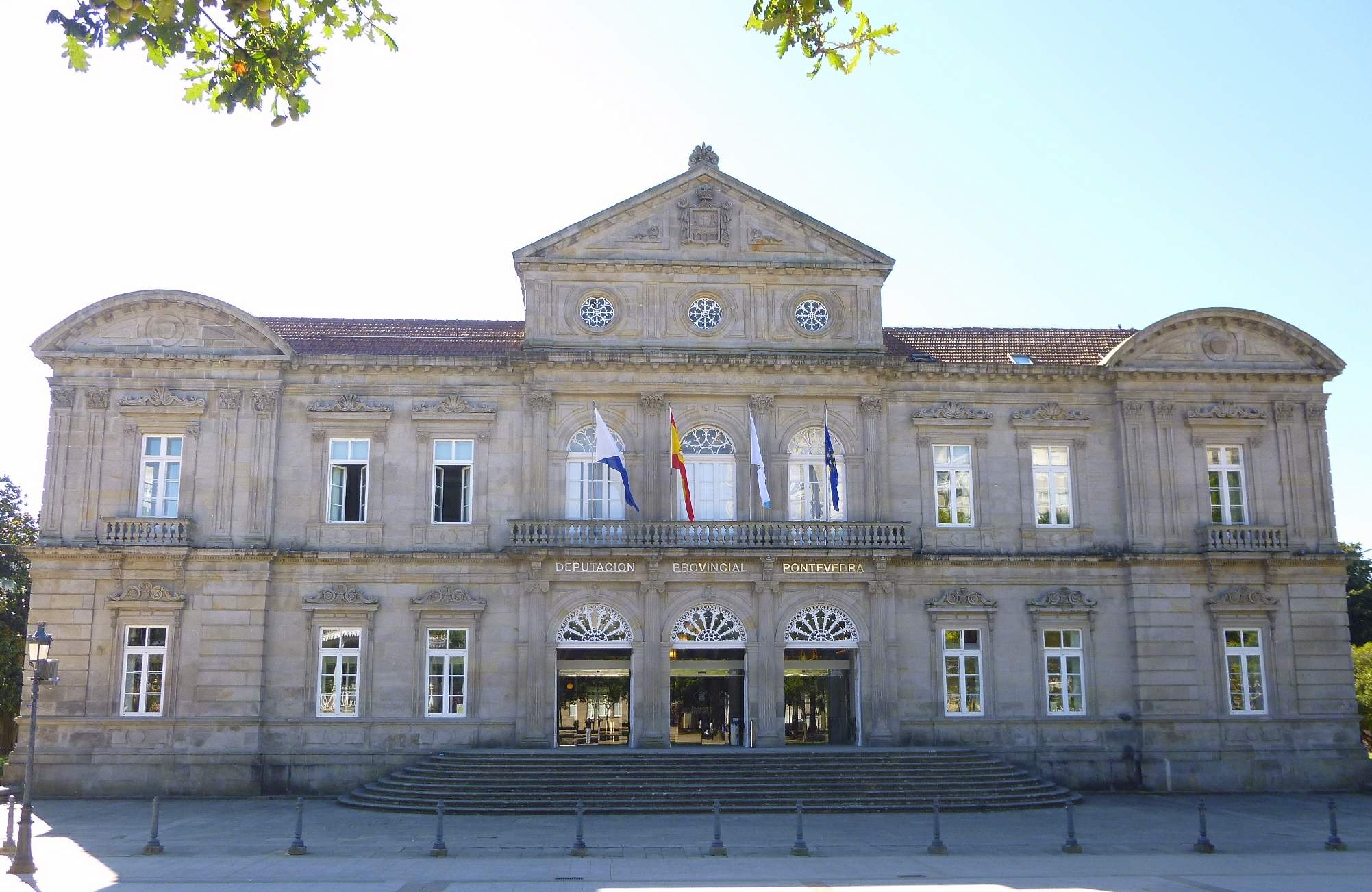
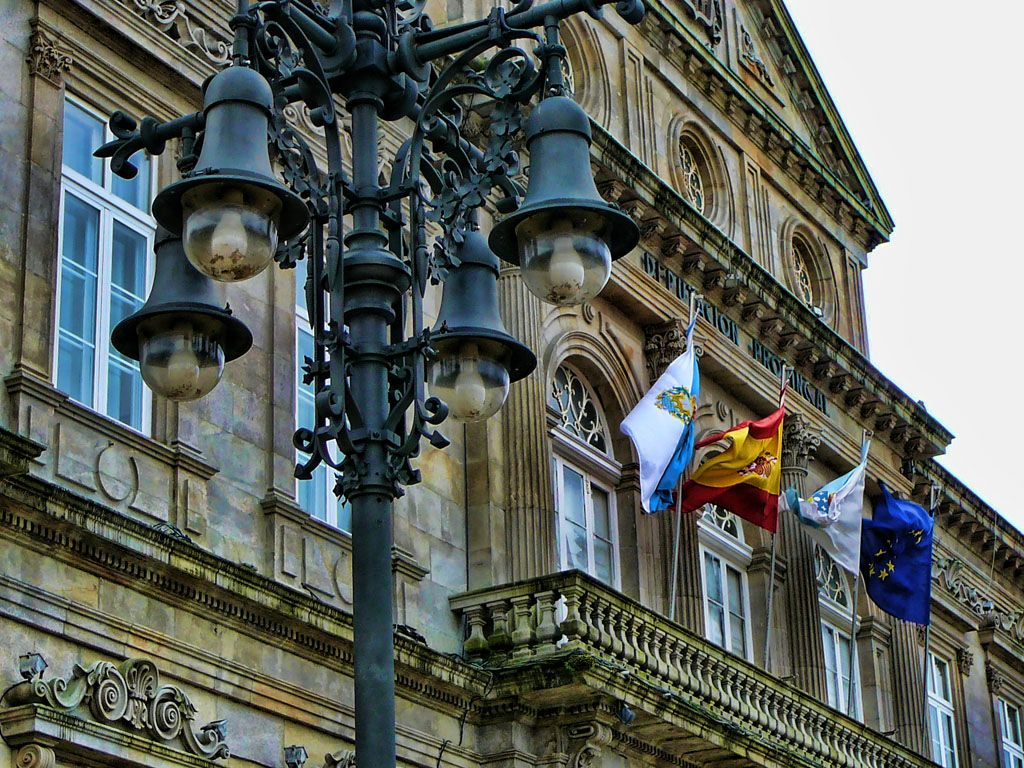
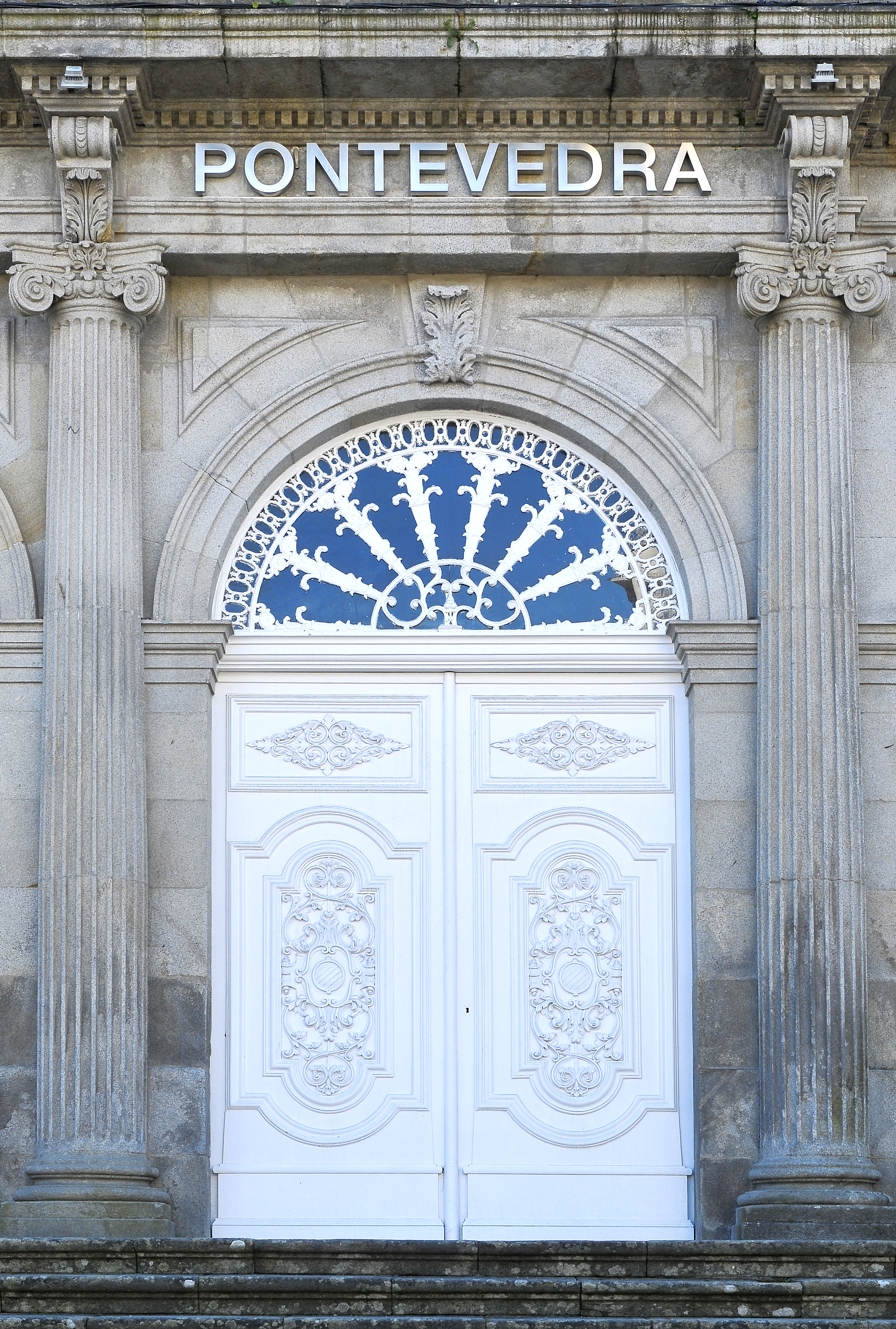
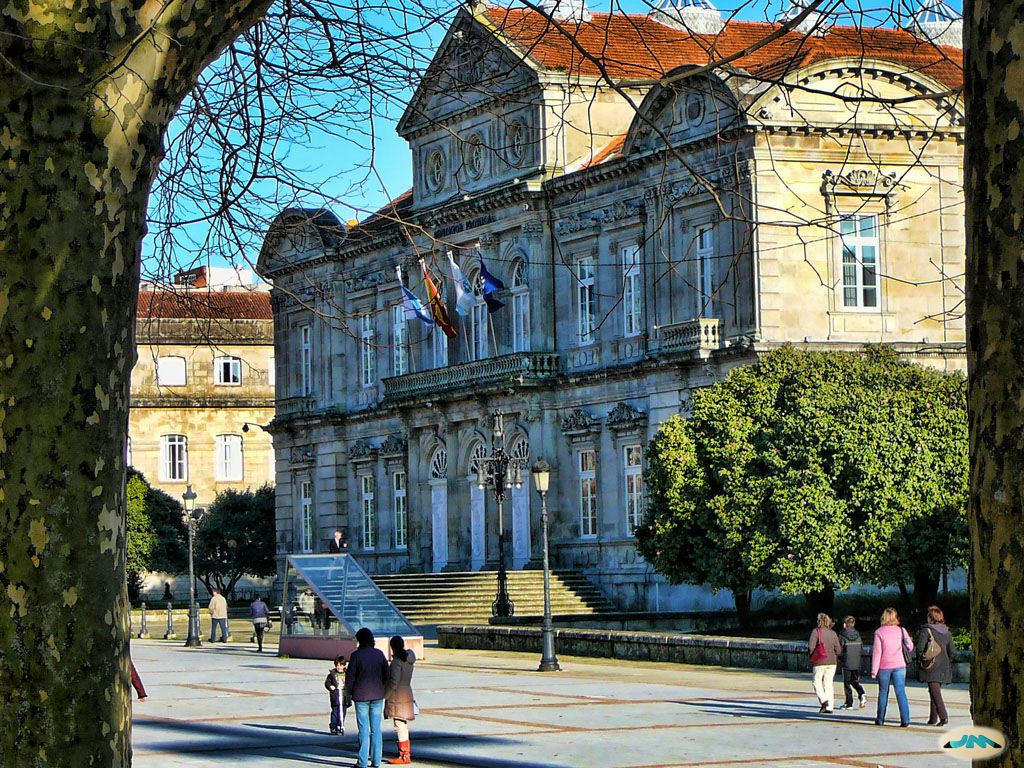
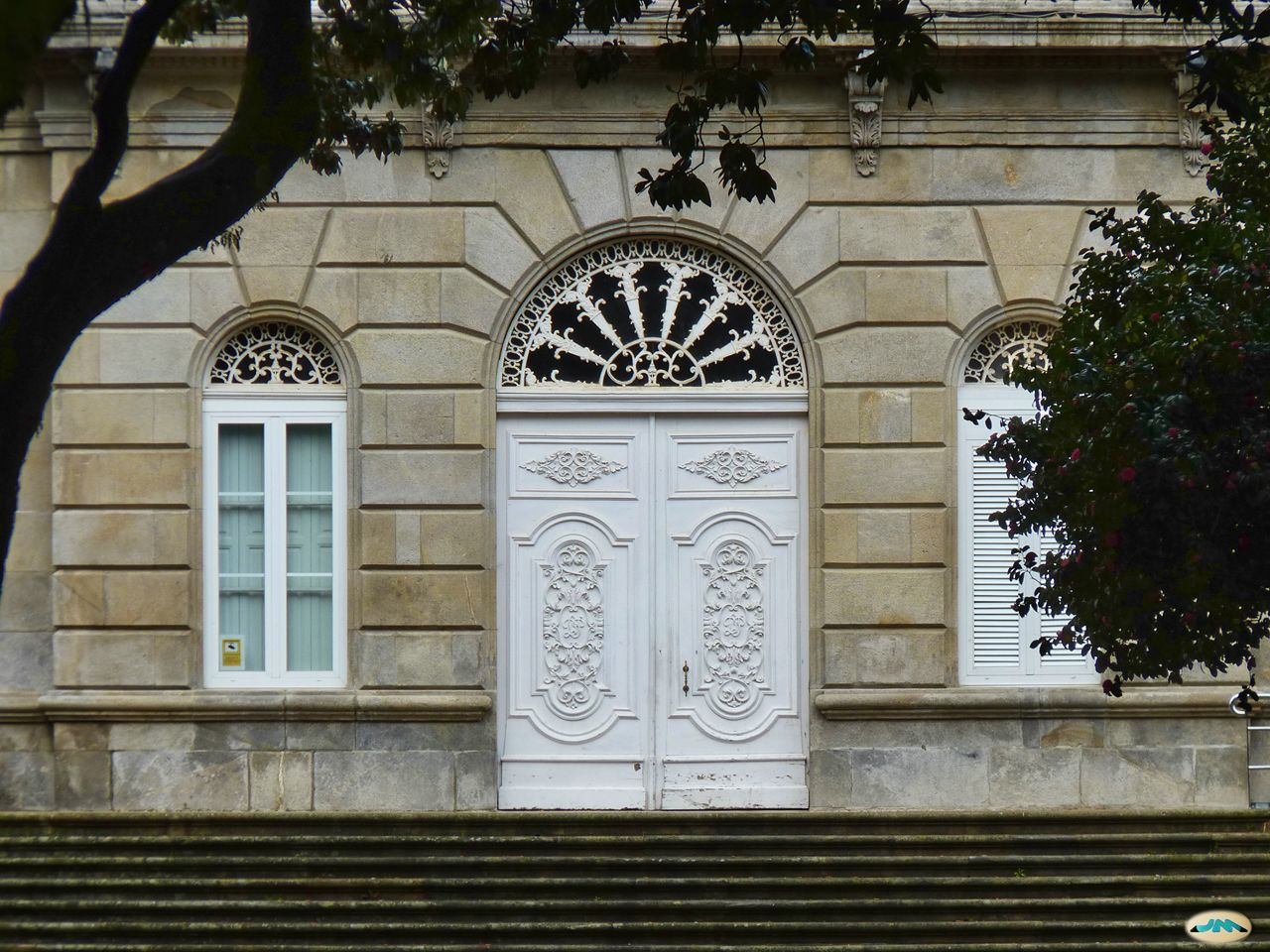
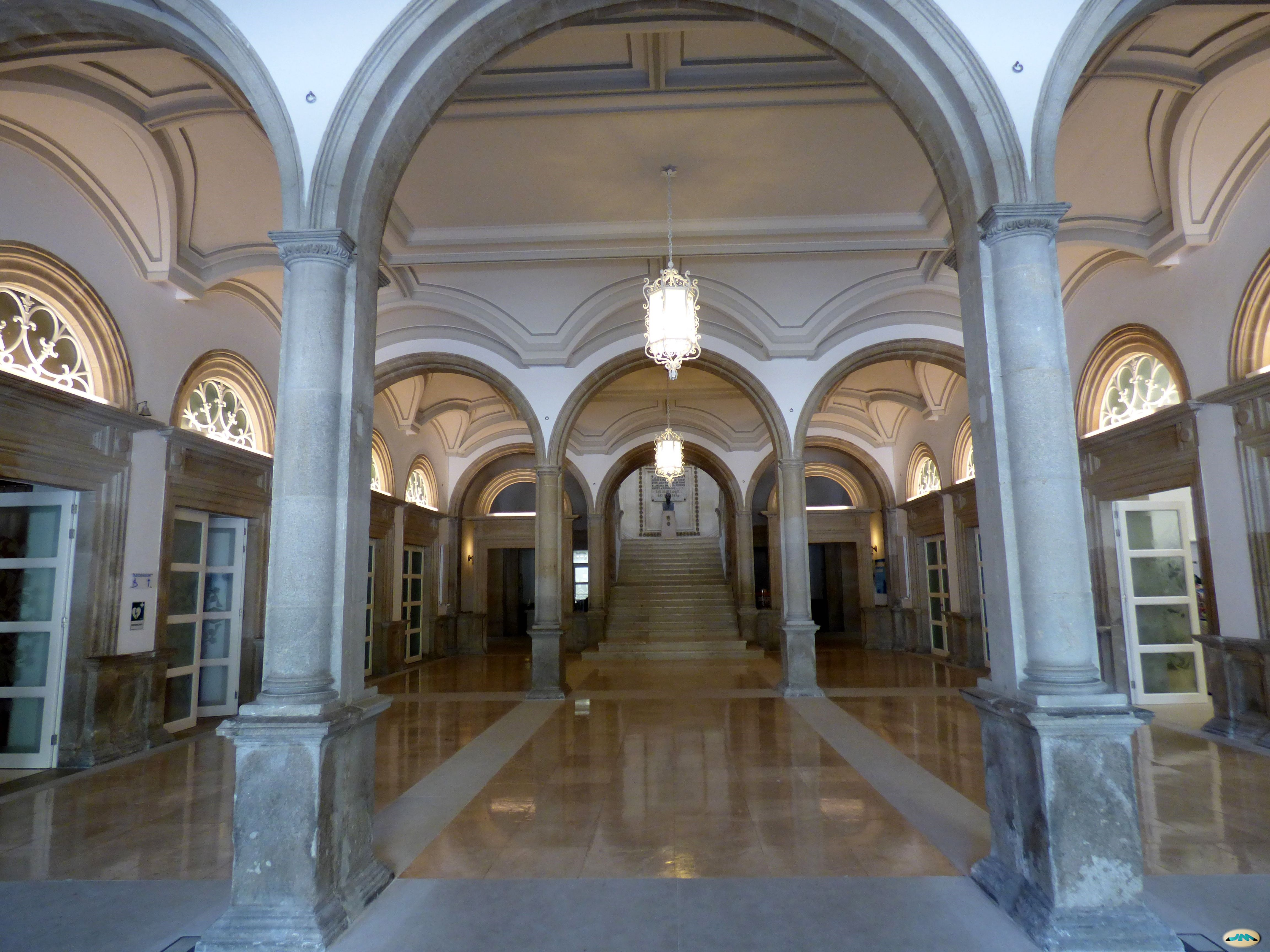
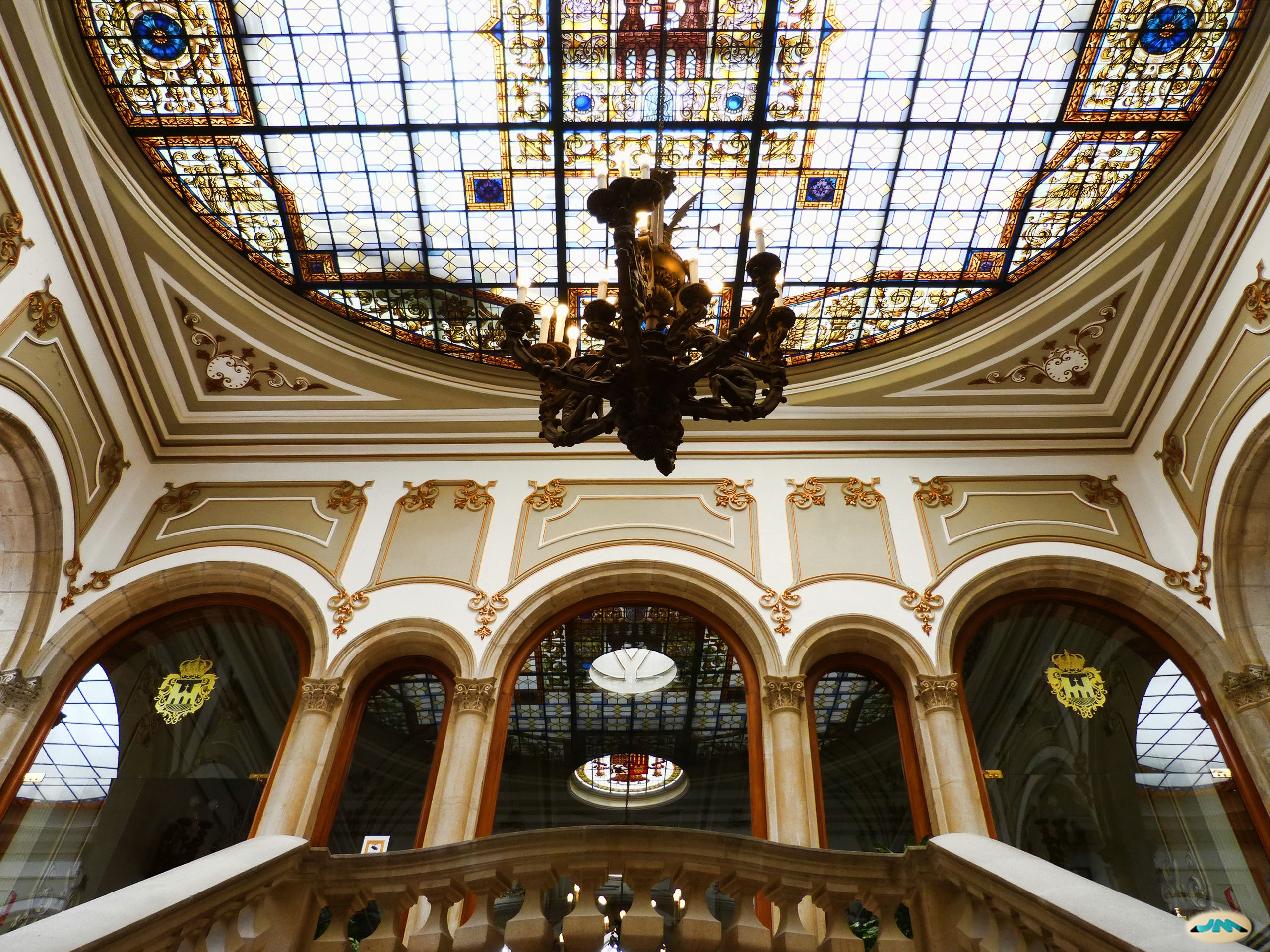
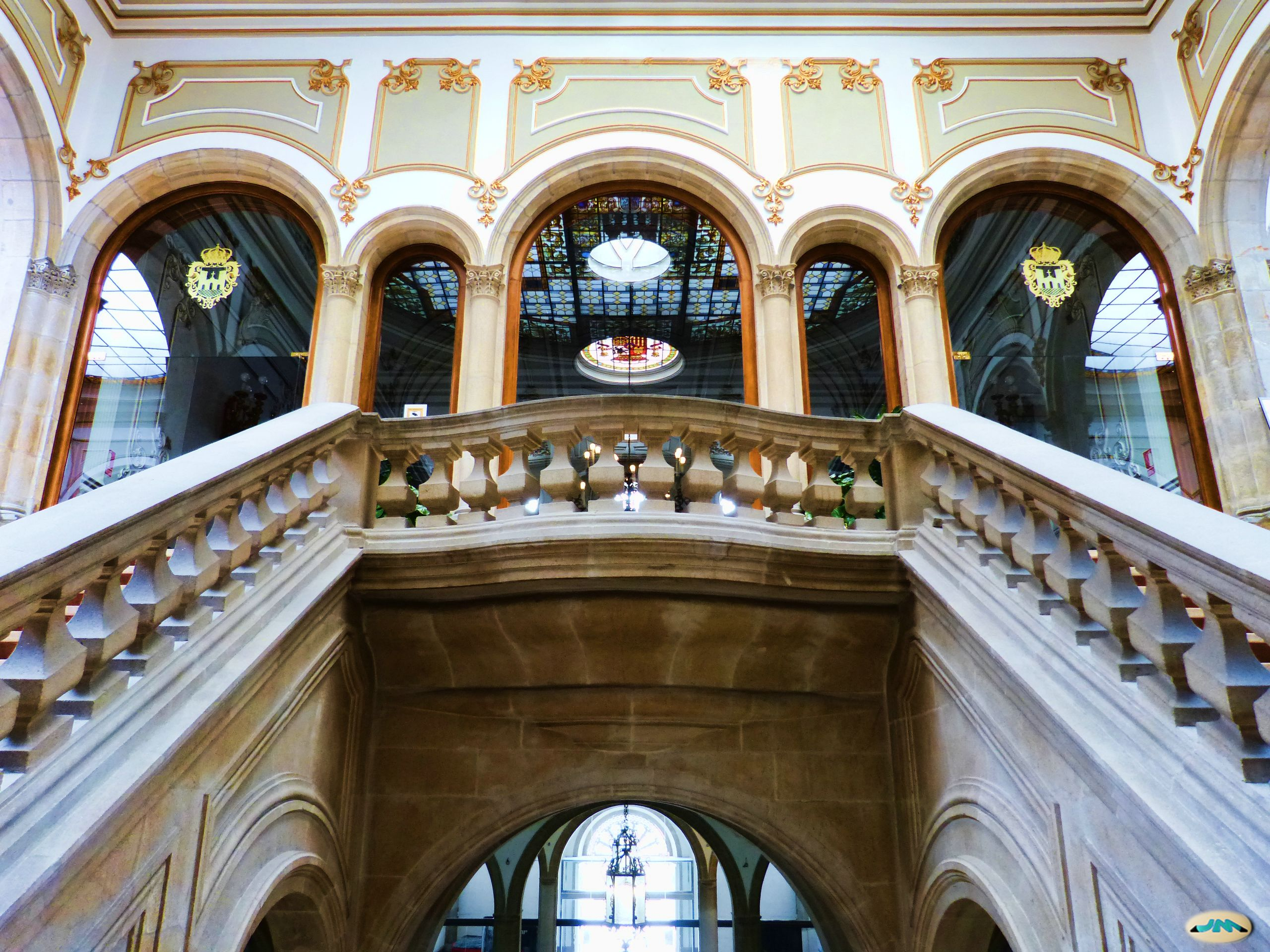
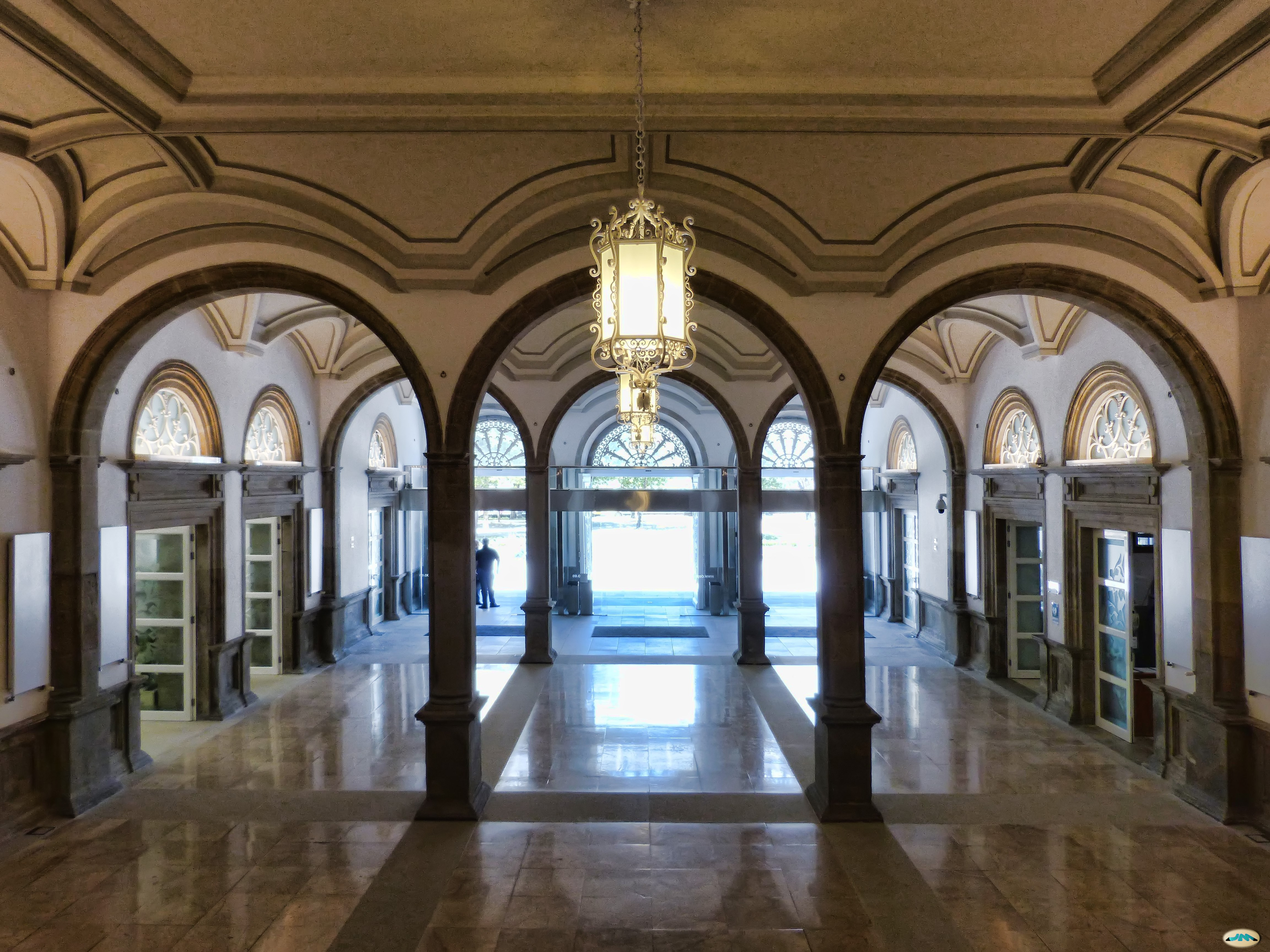
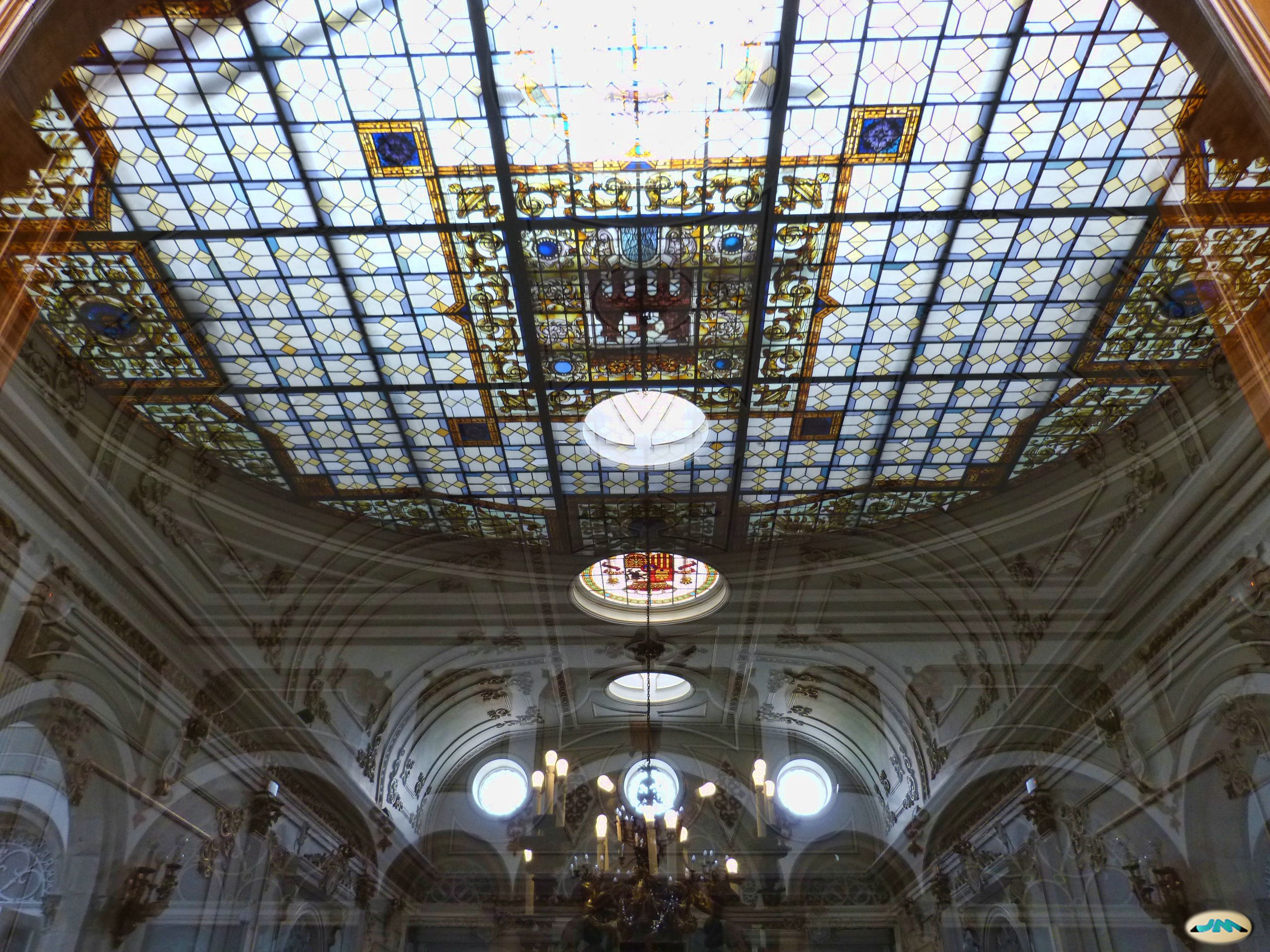
Lucernario e vetrata con lo stemma della provincia di Pontevedra
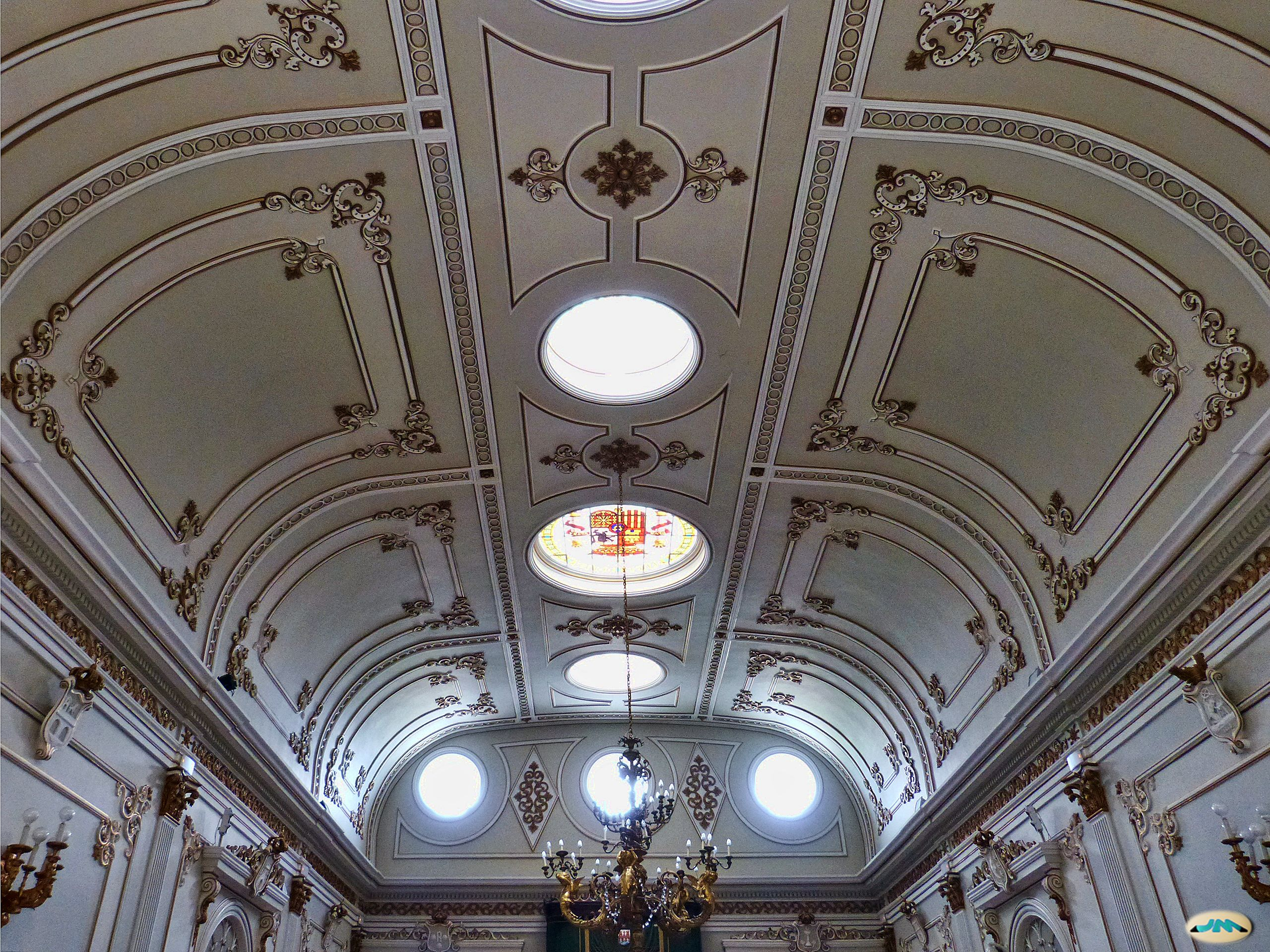